# Kompassqualle
Die Kompassqualle (Chrysaora hysoscella) ist eine im Atlantik, im Mittelmeer, der Nordsee und im Kattegat vorkommende Schirmquallenart.

## Merkmale
Sie hat einen Schirmdurchmesser von etwa 25 bis 30 cm (maximal 35 cm) und ist durch die charakteristische Zeichnung mit radiär angeordneten und an eine Kompassrose erinnernden gelbbraunen, orangen, roten oder dunkelbraunen Bändern gut zu erkennen. Der relativ flache Schirm ist ansonsten farblos, weißlich, gelblichweiß, orange oder braun. Der Rand des Schirmes ist gelappt und mit 24 kurzen, kräftigen Tentakeln besetzt, die sich in den Zwischenräumen zwischen den Lappen befinden. Die gleich großen 32 bis 48 Lappen sind halbrund. Rund um die Mundöffnung finden sich weitere, im Querschnitt V-förmige Tentakel, deren Länge das Fünffache des Schirmdurchmessers erreichen kann. Die Enden der Tentakel, die oft auch fehlen, sind spiralförmig aufgewickelt und besitzen Nesselzellen, die durch ihr Nesselgift bei Menschen Hautreizungen und Irritationen, wozu auch Kreislaufbeschwerden u. ä. zählen, hervorrufen können. Die Tentakel sind weiß, gelblich, orange; selten auch braun. Der Gastralraum ist in 16 beutelartige Abschnitte unterteilt.

## Lebensweise
Kompassquallen bewegen sich normalerweise einige Meter unter der Wasseroberfläche. Junge Medusen findet man an den Küsten der Britischen Inseln zuerst im Mai, größere Tiere von Mitte Juni bis September. An der niederländischen Küste treten sie vor allem von Mitte August bis Mitte Oktober auf. Die Medusen sind zwittrig, entwickeln zuerst nur männliche Geschlechtsorgane, haben dann gleichzeitig männliche und weibliche Geschlechtsorgane und abschließend nur weibliche. Die Eier werden im „Muttertier“ befruchtet, die sich daraus entwickelnden Planulalarven dann in das freie Wasser entlassen. In der zwittrigen Zwischenphase ist eine Selbstbefruchtung möglich. Die Planulalarven setzen sich am Meeresgrund fest und bilden einen ungeschlechtlichen „Scyphopolypen“, der asexuell winzige „Ephyralarven“ bildet. Diese leben im Plankton und werden nach einer Weile zur geschlechtsreifen Qualle.

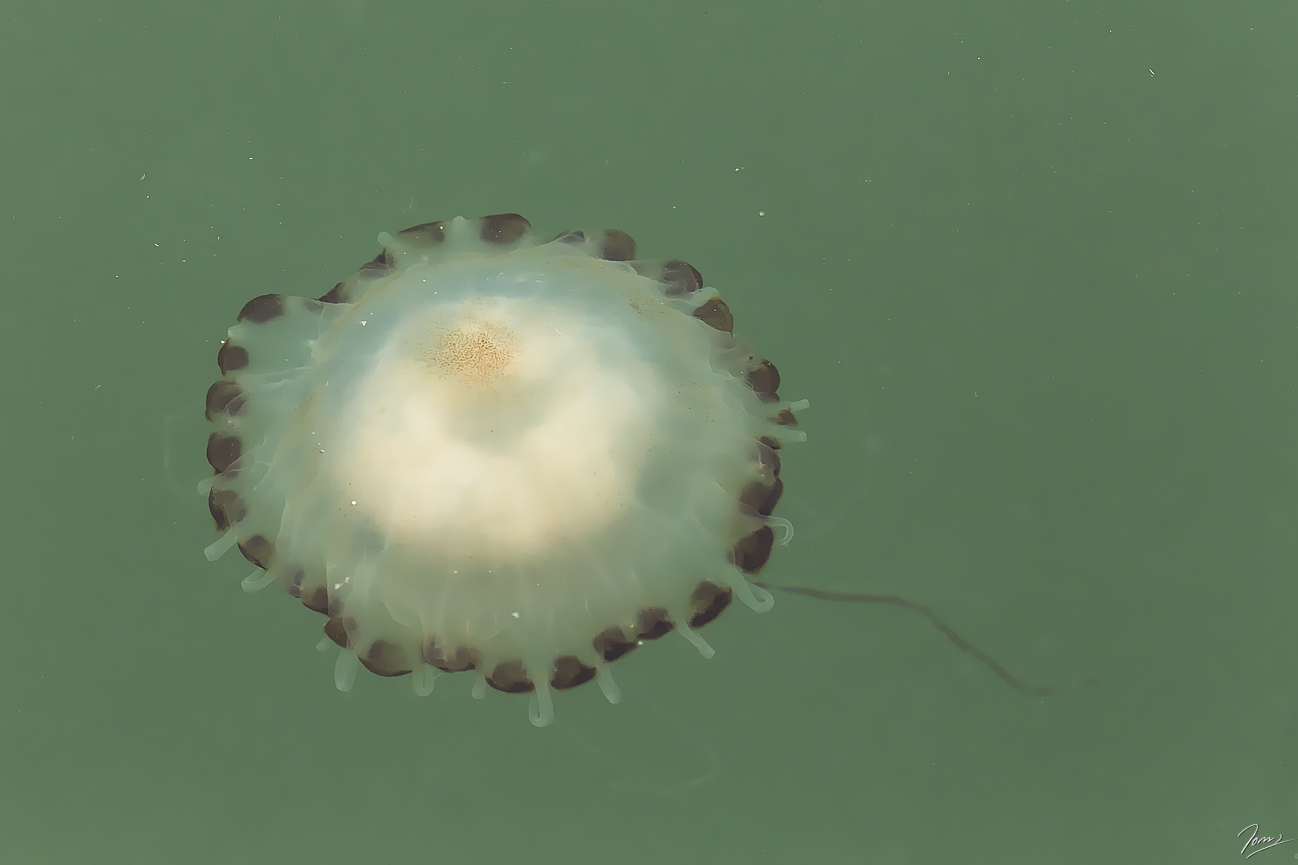
Schwimmende Kompassqualle: die gelb-braunen Bänder und die o. b. Lappung des Schirmes sind gut zu erkennen.
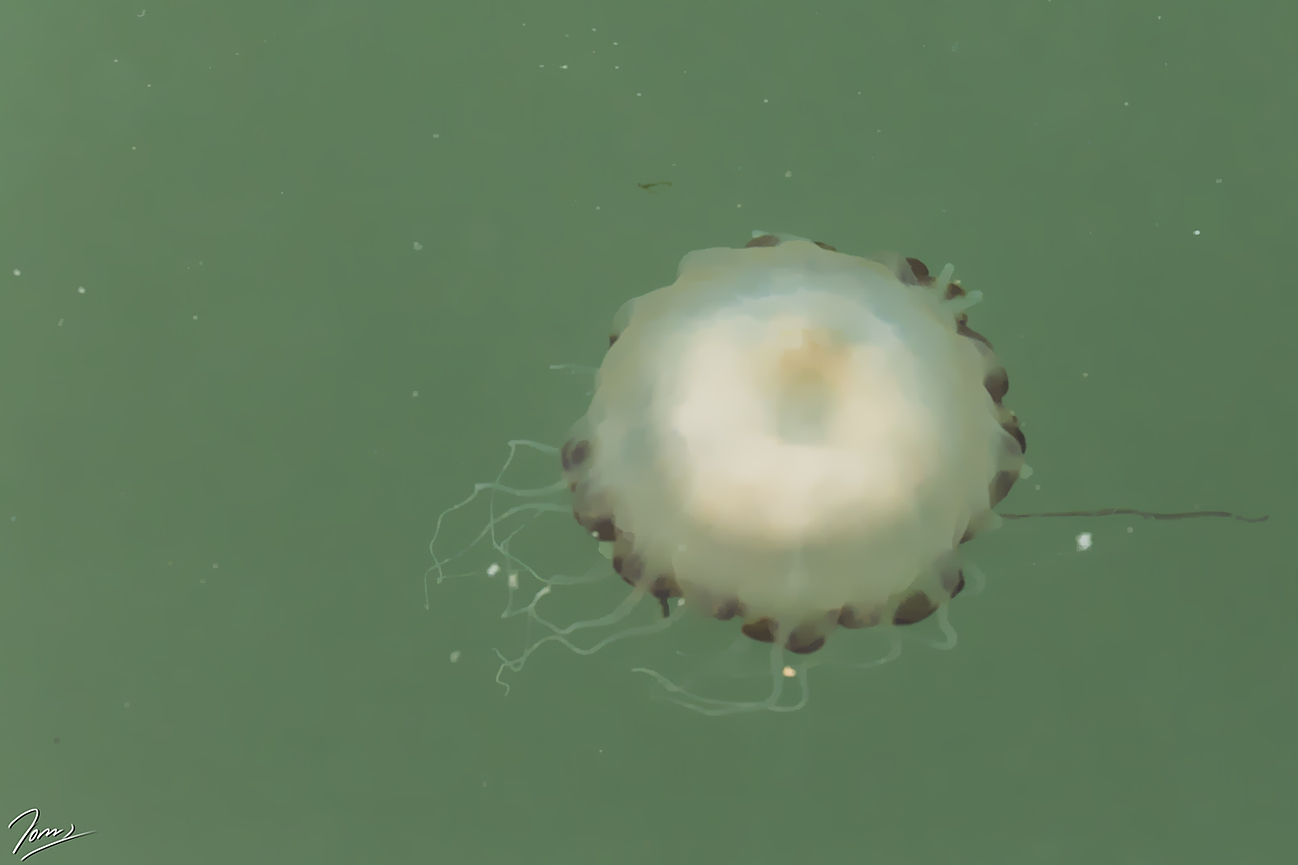
Schwimmende Kompassqualle mit Tentakeln, die durch ihr Nesselgift beim Menschen Verbrennungen hervorrufen können.